# Emplita
Emplita – wymarły rodzaj owadów z rzędu muchówek i rodziny wujkowatych, obejmujący tylko jeden znany gatunek: Emplita casei.
Rodzaj i gatunek opisane zostały w 1999 roku przez Davida A. Grimaldiego i Jeffreya M. Cumminga. Opisu dokonano na podstawie inkluzji, pochodzącej z turonu w kredzie. Odnaleziono ją w stanie New Jersey w USA.
Muchówka ta miała ciało długości 2,09 mm przy tułowiu szerokości 0,56 mm. Głowa jej była prawie kulista, dychoptyczna, o bardzo wąskich policzkach. Czułki miały kulistą nóżkę, trójkątny pierwszy człon biczyka i dwuczłonową, osadzoną wierzchołkowo aristę z końcowym pręcikiem na członie ostatnim. Ryjek złożony był pionowo pod głową. 
Przezroczyste skrzydła miały 1,72 mm długości i małe płaty analne. Ich użyłkowanie charakteryzowało się zniekompletną żyłką subkostalną, wąskim rozwidleniem żyłki radialnej R4+5, dużą komórką dyskoidalną, z której wierzchołka odchodziły żyłki medialne M1 i M2, komórkami bazymedialną i posterokubitalną jednakowo krótkimi, nieco odgiętą drugą gałęzią przedniej żyłki kubitalnej oraz pozornym brakiem żyłki analnej.